# Chelidonium impressicolle
Chelidonium impressicolle là một loài bọ cánh cứng trong họ Cerambycidae.